# 拉卡代
拉卡代（法語：Lacadée，法語發音：[lakade]）是法国大西洋比利牛斯省的一个市镇，属于波城区。

## 地理
拉卡代（43°32'15"N, 0°39'3"W）面积4.81 平方千米，位于法国新阿基坦大区大西洋比利牛斯省，该省份为法国东南部省份，涵盖了贝阿恩与北巴斯克，西临大西洋比斯開灣，北至朗德省，东北接热尔省，东临上比利牛斯省，南与西班牙接壤。
与拉卡代接壤的市镇（或旧市镇、城区）包括：阿热托班、拉贝里、梅斯普莱德、索德纳瓦耶。

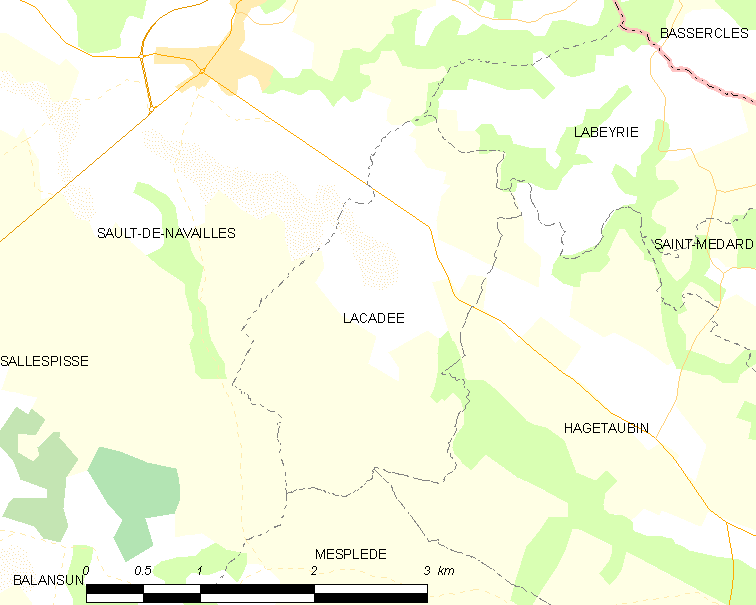
拉卡代的OSM定位图

拉卡代的时区为UTC+01:00、UTC+02:00（夏令时）。

## 行政
拉卡代的邮政编码为64300，INSEE市镇编码为64296。

## 政治
拉卡代所属的省级选区为阿尔蒂克斯和苏贝斯特尔地区县。

## 人口

1962-2008年间拉卡代人口变化图示

拉卡代于2022年1月1日时的人口数量为145人。